# Zentraler Kontrahent
Ein Zentraler Kontrahent (englisch central counterparty, daher die Abkürzung „CCP“ und die im EU-Deutsch verwendete unglückliche Übersetzung Zentrale Gegenpartei) ist im Finanzwesen ein Rechtssubjekt, das als Vertragspartner zwischen Verkäufer und Käufer tritt und als Vertragspartner für jeden der beiden dient. 

## Allgemeines
Der Sinn der Einschaltung eines Zentralen Kontrahenten liegt in der Möglichkeit zur Anonymisierung des Handels sowie in der Hebung von Aufrechnungsmöglichkeiten durch Bündelung von Käufen und Verkäufen. Geläufig ist die Institution des Zentralen Kontrahenten im börslichen wie außerbörslichen Wertpapier- und Derivatehandel, wo sie in weiten Teilen auch gesetzlich vorgeschrieben ist. Wesentliche Funktion des Zentralen Kontrahenten ist die Vermeidung des Gegenparteiausfallrisikos, das beide Vertragspartner (Kontrahenten) ohne Einschaltung eines Zentralen Kontrahenten besäßen.  
Der Zentrale Kontrahent ist Käufer für jeden Verkäufer und Verkäufer für jeden Käufer. Die Vorgänge, bei denen der Zentrale Kontrahent als Vertragspartner eintritt, sind „Open Offer“ (unmittelbarer Eintritt während des Handelsabschlusses) und „Novation“ (Ersetzung eines Geschäftes zwischen zwei Teilnehmern durch zwei Geschäfte mit dem Zentralen Kontrahenten).

## Hintergründe
Zunächst bedeutet die Einrichtung einer anonymisierenden Mittelstelle eine Verkomplizierung der Handelsbeziehungen, weil aus einem Geschäft im wirtschaftlichen Sinne zwei Geschäfte im rechtlichen Sinne werden. Die Aufspaltung dient jedoch sowohl der Anonymisierung des Handels als auch der Effizienz der Aufrechnungsmöglichkeiten, und die Zentralisierung vereinfacht für die Aufsichtsbehörden die Regelung und Überwachung der entsprechenden Handelsaktivitäten.
Die Anonymisierung des Handels wird dadurch gewährleistet, dass zum Beispiel im Wertpapierhandel der Käufer nicht zurückverfolgen kann, wer der vorherige Eigentümer der Wertpapiere war, da sein Vertragspartner nur der Zentrale Kontrahent ist. Ebenso wenig kann der Verkäufer erkennen, wer die Wertpapiere erworben hat.
Die maximale Aufrechnungseffizienz (Nettingeffizienz) entsteht, wenn alle Handelsteilnehmer nur noch mit einem Zentralen Kontrahenten in Vertragsbeziehungen stehen, der sämtliche Geschäfte verrechnen kann.
Die Interessenvereinigung der Zentralen Kontrahenten nimmt für sich in Anspruch, dass die Zentralen Kontrahenten auch entscheidend zur Risikovorsorge beitragen. Begründet wird dies mit der Minderung des Erfüllungsrisikos, da die Zentralen Kontrahenten von den Handelspartnern eine Sicherheitshinterlegung einfordern, die im Falle des Ausfalls eines Vertragspartners eine Wiederbeschaffung ermöglichen soll. Die Berechnung der Sicherheitshinterlegung orientiert sich an der Volatilität des Wertpapiers und der möglichen Kursänderung. Als Verfahren dienen zum Beispiel das in Deutschland eingesetzte Risk Based Margining (RBM) oder Standard Portfolio Analysis of Risk (SPAN). Das Argument der Interessenvereinigung ist jedoch wenig stichhaltig, da die entscheidende Risikominderung auch ohne Zentrale Kontrahenten erreicht werden kann, indem bei Nichtbeteiligung eines Zentralen Kontrahenten auch das bilaterale Clearing mit gegenseitiger Sicherheitshinterlegung zwischen den Vertragspartnern vorgeschrieben wird.
Da jeder Handelsteilnehmer nur den Zentralen Kontrahenten als Vertragspartner hat, wird – unter der Annahme, dass der Zentrale Kontrahent ausfallsicher ist – das Kontrahentenrisiko (Herstatt-Risiko) reduziert, und individuelle Bewertungen und Kreditlinien für Gegenparteien entfallen. Da die Handelsteilnehmer beim Zentralen Kontrahenten Sicherheiten hinterlegen, wird letzterem eine gute Bonitätsbewertung ermöglicht.

### Beispiel
Händler B kauft 10 Kontingente Mehl von Händler A und verkauft ebenso 10 Kontingente Mehl an Händler C. Zur Abwicklung ohne Zentralen Kontrahenten muss das Mehl zuerst von Händler A an B, und dann von Händler B an C geliefert werden.
Ist ein Zentraler Kontrahent beteiligt, besteht zwar ebenfalls eine Kauf- wie Verkaufsverpflichtung für Händler B. Allerdings hat er beide Verpflichtungen gegenüber dem Zentralen Kontrahenten, der für die gegenseitige Aufhebung der beiden Verpflichtungen sorgt. Die tatsächliche Lieferung des Mehls erfolgt – vermittelt durch den Zentralen Kontrahenten – von Händler A an Händler C.

## Geschichte
Zentrale Kontrahenten existieren mittlerweile sowohl an Börsen in den USA als auch in Europa. An der Frankfurter Wertpapierbörse erfüllt seit dem 27. März 2003 die Eurex Clearing AG, eine Tochtergesellschaft der Deutsche Börse AG, die Aufgabe des Zentralen Kontrahenten für alle über das elektronische Handelssystems Xetra und am Frankfurter Parkett gehandelten Aktien. Seitdem hat die Eurex Clearing AG diese Aufgabe auf die Bereiche Exchange-traded funds (ETFs), Eurex Repos und Eurex Bonds erweitert. Für Devisen- und bestimmte Derivatetransaktionen besteht seit 2002 das System des Continuous Linked Settlement.
Im Jahr 2006 entstand die European Commodity Clearing AG (ECC), ein Zentraler Kontrahent für energiebezogene Geschäfte, durch Ausgliederung des Clearinggeschäfts der European Energy Exchange AG (EEX) in ein eigenständiges Unternehmen. Bis heute übernimmt die ECC diese Rolle in börslich wie außerbörslich getätigten Geschäften und kooperiert mit 6 Partnerbörsen europaweit, 14 Clearingmitgliedern und mehr als 300 Nicht-Clearing-Mitgliedern weltweit.
Die Terminbörse Eurex besitzt die Eurex Clearing AG als Zentralen Kontrahenten.
Ein weiterer zentraler Clearingdienstleister ist das in London agierende Unternehmen LCH.Clearnet. Dieses Clearinghaus ist durch die im Jahr 2013 erfolgte Fusion der London Clearing House und der Clearnet SA entstanden. Heute ist die LCH.Clearnet eine Tochter der Londoner Börse LSE.